# Ignacy Morykoni
Ignacy Morykoni herbu własnego (ur. ok. 1760, zm. 1823) – starosta brzeskolitewski w latach 1777-1783. Dziedzic majątku Soły, Urbaniszki, Aleksandrów i Świadoście.
Ignacy Morykoni był synem Marcina Franciszka Mariana Morykoni (ur. 1720), starosty grodowego wiłkomirskiego i pisarza skarbowego litewskiego. Jego dziadkiem był Krzysztof Morykoni (ur. 1690), podstoli wiłkomirski, pierwszy dziedzic majątku Soły. Jego bratem był Hieronim Morykani.
Poseł na sejm 1778 roku z powiatu brzeskolitewskiego.
Żonaty z Heleną Billewiczówną, zmarł bezpotomnie.